# Gnophos furvata
Gnophos ténébreuse, Phalène de la Viorne
Pour les articles homonymes, voir Phalène.
Espèce
Synonymes
- Geometra furvata Denis & Schiffermüller, 1775 (protonyme)

Gnophos furvata, la Gnophos ténébreuse ou Phalène de la Viorne, est une espèce de la famille des Geometridae.

## Taxinomie et systématique
L'espèce a été initialement décrite dans le genre Geometra sous le protonyme Geometra furvata Denis & Schiffermüller, 1775. Les synonymes suivants sont listés :
- Geometra furvaria Hübner, 1799
- Geometra furvata Denis & Schiffermüller, 1775
- Gnophos furvaria (Hübner, 1799)
- Gnophos furvata subsp. meridionalis Wehrli, 1924
- Gnophos meridionalis Wehrli, 1924
- Phalaena denticulata de Villers, 1789

Selon GBIF (4 décembre 2021), deux sous-espèces sont distinguées :
- Gnophos furvata cinerascens (Turati, 1919)
- Gnophos furvata furvata (Denis & Schiffermüller, 1775)